# Полпетуха

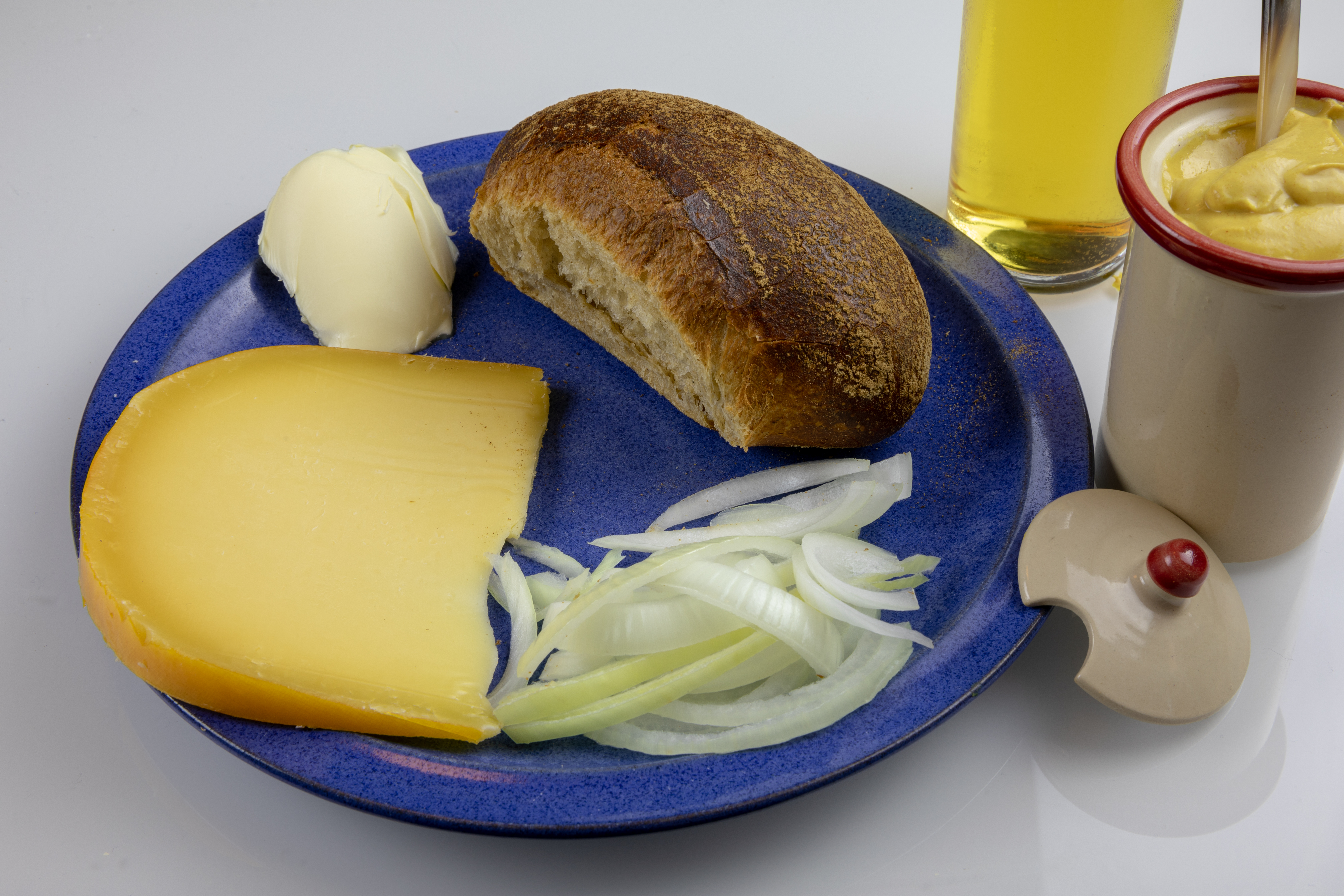
«Полпетуха» с половинкой ржаной булочки рёггельхена, гаудой средней выдержки, репчатым луком, сливочным маслом и горчицей

«Полпетуха́», ха́льве хан (нем. halve Hahn) — бутерброд в рейнской кухне на ржаном хлебе с сыром, репчатым луком и пряностями, популярная закуска в меню рейнских пивных и трактиров.
Вопреки названию в бутерброде совершенно не содержится курятины, что продолжает давать поводы для забавных историй о якобы рассерженных клиентах, которые ничего не подозревая заказывают полцыплёнка. Рейнского «полпетуха» готовят на половинке ржаной булочки рёггельхена со сливочным маслом, одним-двумя ломтиками сыра гауда, солёным огурцом и горчицей, колечками репчатого лука и щепоткой сладкой паприки. В отношении названия «полпетуха» существует две основных версии. По одной легенде, «полпетуха» из хлеба с сыром появился благодаря некоему кёльнскому официанту, который в 1877 году разыграл именинника, заказавшего в его заведении 14 порций по половине жареного цыплёнка для празднования с друзьями. Вместо курятины официант через полчаса сервировал 14 порций ржаных булочек с сыром. Шутка удалась, и с этого момента именно так в Кёльне стали заказывать бутерброды с сыром. Официанты в пивных Рейнланда и в частности в Кёльне, Бонна и Дюссельдорфа, называются «кёбес» и традиционно отличаются экстравагантным подходом к своей работе. По другой версии «хальве хан» является сокращённым названием некогда популярного у бедноты бутерброда с сыром хандкезе, который производится из обезжиренного молока и обладает резким запахом.